# De Divina Proportione

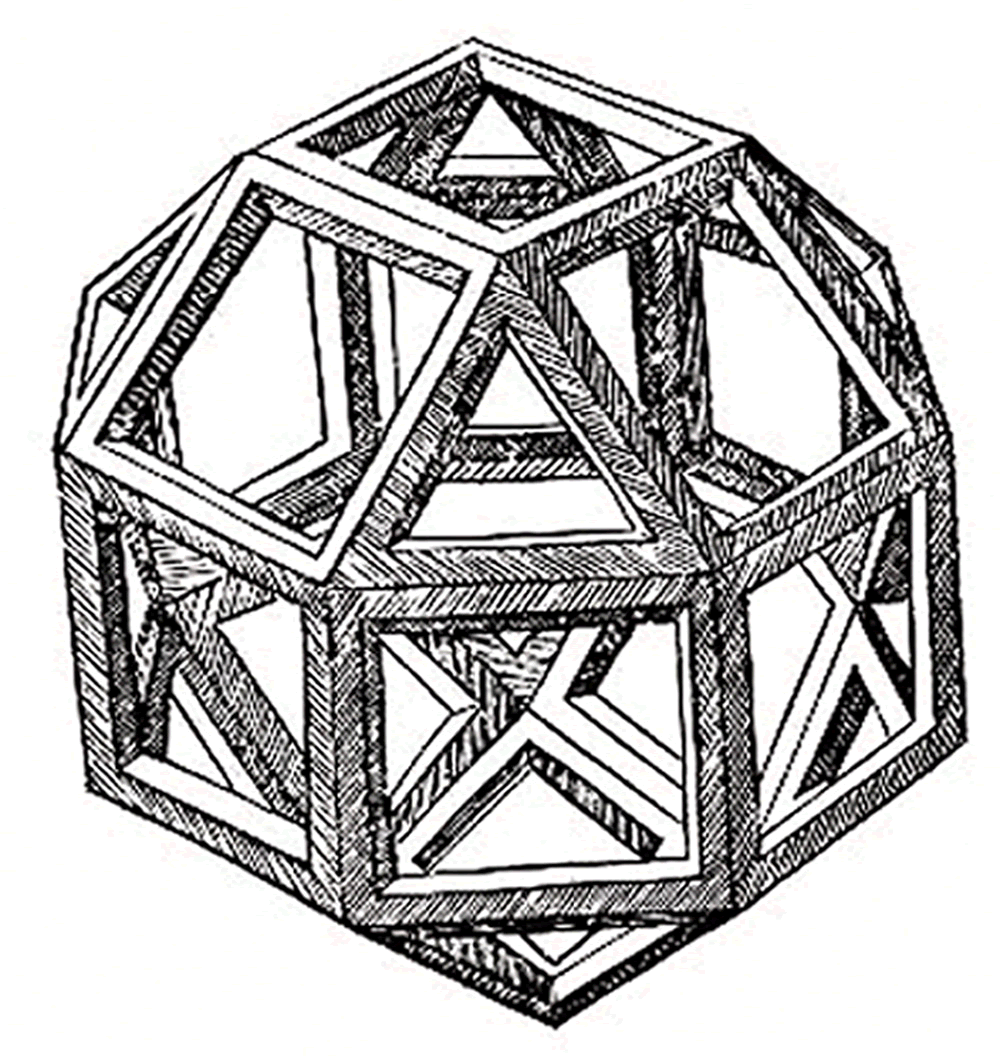
da Vincis polyeder ur De divina proportione

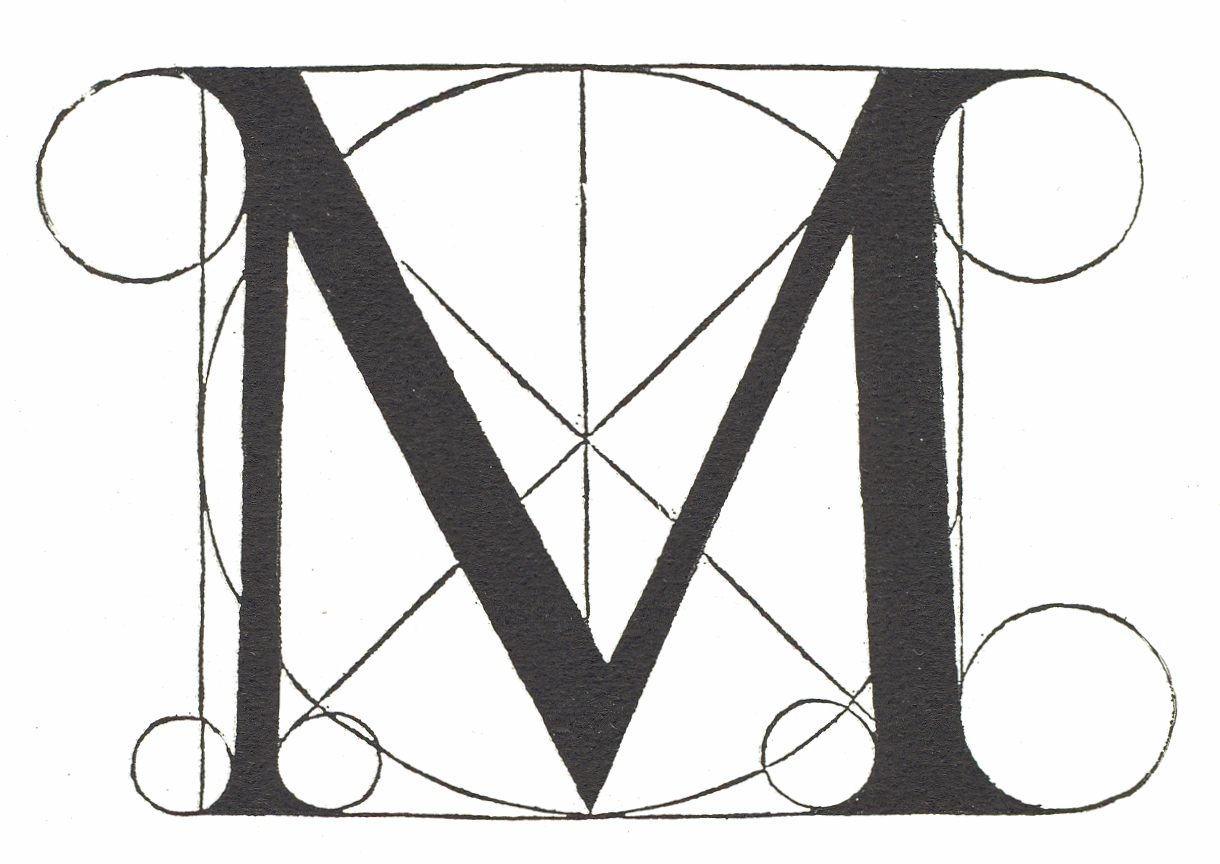
Bokstaven M ur De divina proportione

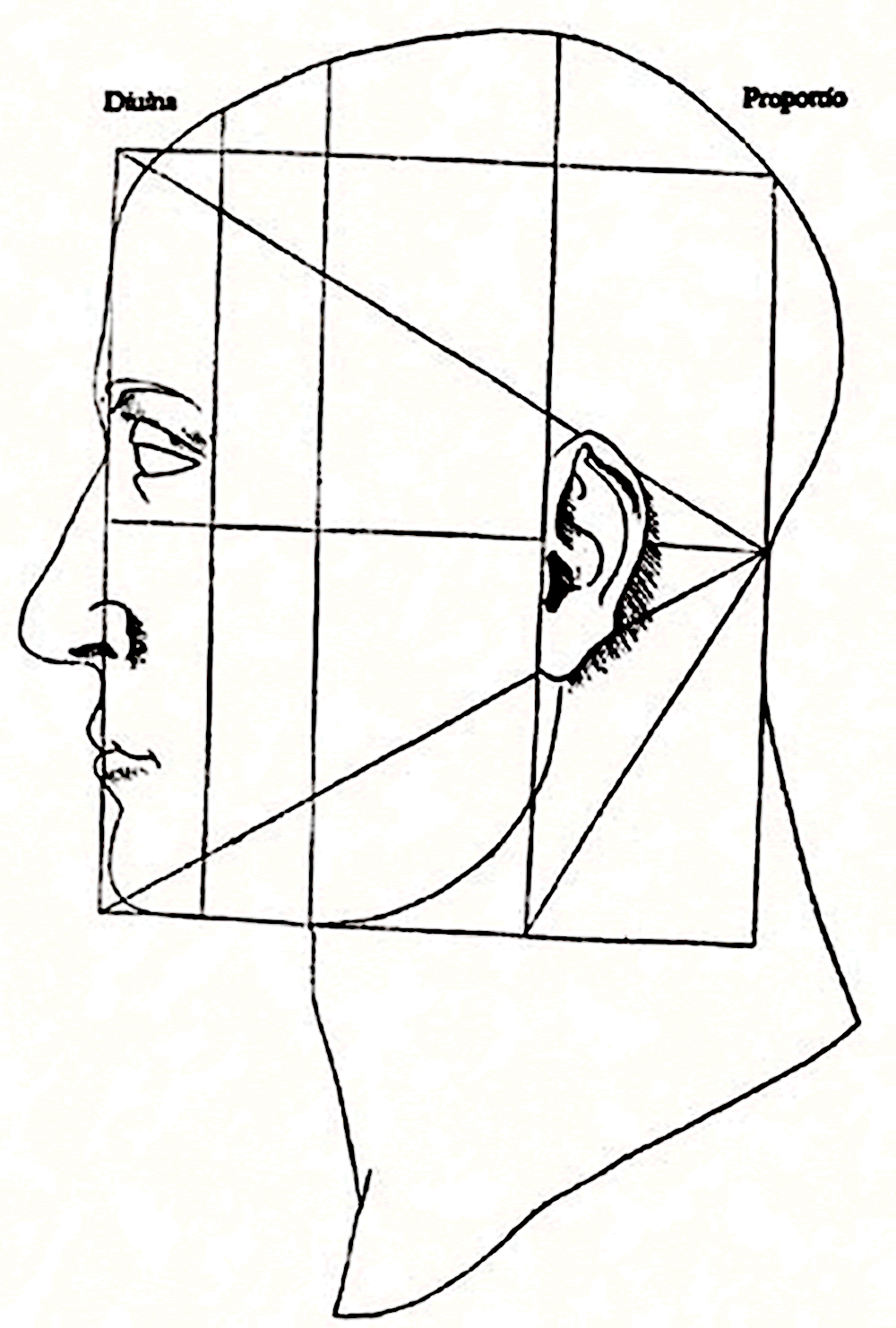
Divina proportione tillämpad på människans huvud

De Divina Proportione (Om den gudomliga proportionen) är en berömd matematisk bok från medeltiden skriven av Luca Pacioli i Milano. Boken innehåller även en rad illustrationer gjorda av Leonardo da Vinci. Ett originalexemplar av första utgåvan förvaras idag på Ambrosianska biblioteket.

## Boken
De Divina Proportione är uppdelad i tre delar .
Den första delen, Compendio Divina Proportione, studerar och beskriver det Gyllene snittet ur ett matematiskt perspektiv samt studier av polygoner  . Boken studerar även användningen av perspektiv hos olika samtida målare.
Den andra delen studerar och beskriver romerske arkitekten Vitruvius idéer om den mänskliga kroppens proportioner som utgångspunkt för arkitektur.
Den tredje delen, Libellus in tres partiales tractatus divisus, är en översättning till italienska av ett av Francescas verk  "Från corporibus regalaribus" samt matematiska övningar .
Skriften innehåller illustrationer i träsnitt  gjorda av Leonardo da Vinci som var Paciolis student i matematik under denna tid.

## Historia
De Divina Proportione skrevs av franciskanermunken Luca Pacioli mellan åren 1496 och 1498.
Den 1 juni år 1509  utkom den första tryckta bokupplagan utgiven av boktryckare Paganinus de Paganinus i Venedig. Da Vincis illustrationer medförde att boken blev känd långt utanför matematikernas kretsar . Boken har därefter omtryckts flera gånger.
Idag finns endast två originalexemplar av första utgåvan bevarade, ett exemplar förvaras på Ambrosianska biblioteket i Milano och det andra finns på Bibliothèque de Genève i Genève.
Mellan oktober 2005 och oktober 2006 visades boken för första gången i sin helhet under en utställning  tillsammans med Codex Atlanticus i Milano.